# 昇仙湖駅
座標: 北緯30度42分25.2秒 東経104度04分51.6秒 / 北緯30.707000度 東経104.081000度
昇仙湖駅（しょうせんこえき）とは中華人民共和国成都市成華区に位置する成都軌道交通1号線の駅である。

## 駅構造
- 島式ホーム1面2線を有する地下駅。

| 地上      | 出入口、駅舎、改札、改札内店舗                   |
| 地下 一階 | →■1号線火車北駅、天府広場、火車南駅、世紀城方面→ |
| 地下 一階 | 島式ホーム                                       |
| 地下 一階 | ←■1号線 韋家碾方面←                              |

## 駅周辺
- 昇仙湖
- 沙河公園
- 四川省食料貯蔵庫

## 歴史
- 2010年9月27日 - 開業。

## 隣の駅
成都軌道交通
■1号線
韋家碾駅 - 昇仙湖駅 - 火車北駅